# Ахтерштевень

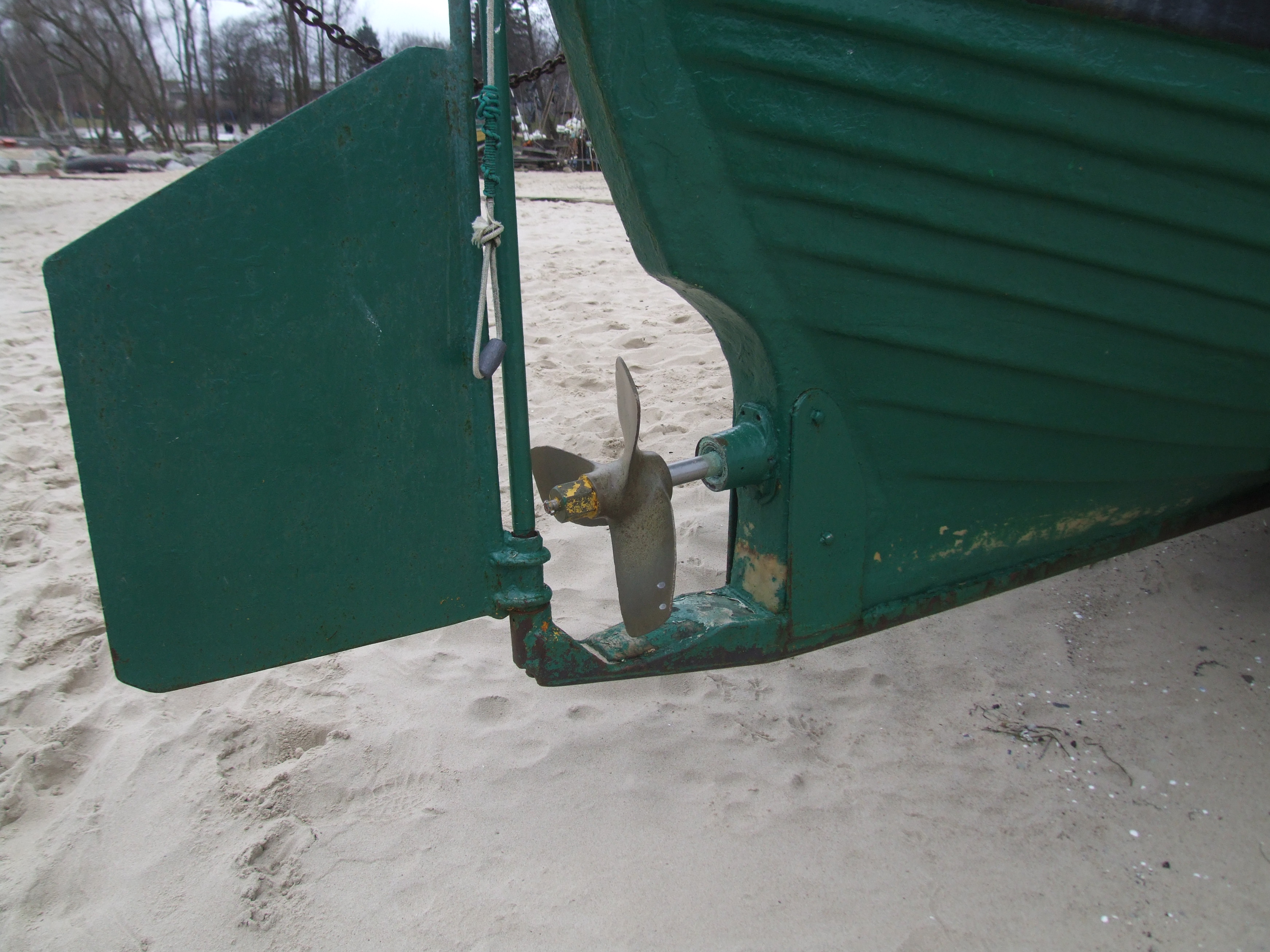
Ахтерштевень з двома гілками: через старнпост проходить втулка гребного вала, на рудерпості закріплене перо стерна

Ахтерште́вень (нід. achtersteven, від achter — «задній», steven — «штевень, стояк») — задній край корабля у вигляді жорсткої балки або рами складної форми, на якій замикаються вертикально кіль, борт, обшивка і набір; до нього підвішується стерно.
За ДСТУ 2337-94: Ахтерштевень — конструкція кормової частини судна у вигляді відкритої чи замкнутої сталевої рами, що є продовженням кіля і якою закінчується набір судна у кормі.
На дерев'яних суднах ахтерштевень з метою його зміцнення складається з двох частин: внутрішньої — фалстарнпоста, і зовнішньої — старнпоста. З кілем ахтерштевень (фалстарнпост) з'єднується за допомогою книці — старнсона (старн-книці, ахтер-книці), яка спереду переходить у кільсон. Простір між ахтерштевнем (фалстарнпостом), кілем і старнсоном називається кормовим дейдвудом і заповнюється дерев'яними штуками, крайній кормовий відсік біля ахтерштевня — ахтерпіком. Зі зовнішнього боку ахтерштевня (старнпоста) кріпляться кільця вертлюгів стерна.
Ахтерштевень є також опорою гребного вала і стерна, захищає стерно і гребний гвинт від ударів. На його конструкцію впливають розташування гребного вала (валів), тип стерна, габарит гвинта, форма кормових обрисів. На одно- і тригвинтових суднах із звичайним стерном ахтерштевень (литий, зварний чи клепаний) складається з двох вертикальних гілок: передньої — старнпоста, через який проходить гребний вал, і задньої — рудерпоста, на який на петлях навішується стерно. Нижня частина ахтерштевня має п'ятку — шарнірну опору для стерна і підошву, що сполучена з транцевою перебіркою або флором, верхня частина — два приливки для приєднання до кіля. У випадку двох гвинтів на ахтерштевні кріпляться нижні лапи кронштейнів гребних валів.